# 暗之末裔
《暗之末裔》是日本漫畫家松下容子在花与梦（白泉社）杂志上连载的少女漫画，2000年改编為电视动画。于2006年6月号开始长期休载，后来传出2011年10月1日号继续连载的消息。2011年8月1日号刊登了本作的特别篇。

## 劇情簡介
冥府有个裁定死者生前罪恶的地方叫“十王庁”。其中有个阎魔大王指挥着阎魔厅的召唤课，专门研究死者的问题。召唤课所属的昼行灯都筑麻斗、负责九州地区的黒崎密。发生在外科医生邑輝一貴身边的几起事件引起了关注，受害者在不断增加。

## 登場人物
都築麻斗（聲：三木真一郎）
26歲，閻魔廳召喚課組員，是個連續工作70年的老鳥，負責九州地區。本篇主角。
黑崎密（聲：浅野麻由美）

巽征一郎（聲：森川智之）
麻斗的第三個搭擋。
亘理温（聲：关俊彦）

寺杣始

閂若葉（聲：白鸟由里）

近衛課長（聲：西村知道）

### 人類
邑輝一貴（聲：速水奖）

壬生織也（聲：井上和彥）

櫻井寺右京

### 式神

#### 十二神将
東方守護獸 蒼龍

南方守護獸 朱雀

西方守護獸 白虎

北方守護獸 玄武

騰蛇

雷帝 貴人

海皇 天后

占星術師 六合

禁咒士 大裳

太陰

宮廷音樂家 勾陳

宮殿 天空

#### 其他式神
利子

倶梨伽羅

### 其他角色
安宿

瑪利亞（聲：今井由香）

東城緋冴

水無瀨聖（聲：高山南）

音無上總（聲：川上倫子）

薩伽達那斯（聲：泽木郁也）

華京院椿（聲：丰岛真千子）

艾利安（聲：佐久间红美）

三溪

岡崎出流

藤澤

月居琪羅

## 出版書籍
| 集數 | 白泉社         | 白泉社                 |
| 集數 | 發售日期       | ISBN                   |
| ---- | -------------- | ---------------------- |
| 1    | 1997年9月19日  | ISBN 4-592-12446-4     |
| 2    | 1997年12月12日 | ISBN 4-592-17402-X     |
| 3    | 1998年3月19日  | ISBN 4-592-17403-8     |
| 4    | 1998年7月17日  | ISBN 4-592-17404-6     |
| 5    | 1998年10月19日 | ISBN 4-592-17405-4     |
| 6    | 1999年2月19日  | ISBN 4-592-17406-2     |
| 7    | 1999年5月19日  | ISBN 4-592-17407-0     |
| 8    | 1999年12月14日 | ISBN 4-592-17408-9     |
| 9    | 2000年7月19日  | ISBN 4-592-17409-7     |
| 10   | 2000年12月14日 | ISBN 4-592-17410-0     |
| 11   | 2001年12月14日 | ISBN 4-592-17411-9     |
| 12   | 2010年1月19日  | ISBN 978-4-592-17416-5 |
| 13   | 2017年7月20日  | ISBN 978-4-592-19417-0 |

## 廣播劇CD
配音員
- 都筑麻斗 - 岡野浩介
- 黒崎密 - 瀧本富士子
- 巽徵一郎 - 森川智之
- 亘理溫 - 關俊彥
- 邑輝一貴 - 速水獎

## 電視動畫
2000年10月2日到12月18日於WOWOW進行放送。全13話。之後，於2001年獨立U局、Kids Station頻道上進行重播。台灣由緯來日本台首播。

### 製作團隊
- 監督 - 時田廣子
- 系列構成 - 網谷正治
- 人物設計、總作畫監督 - 中山由美
- 美術監督 - 東潤一
- 色彩設計 - 丸山美江子
- 攝影監督 - 中條豊光
- 編輯 - 西山茂
- 音楽 - 齊藤恒芳
- 音響監督 - 田中英行
- 製作人 - 森山敦、松倉友二
- 動畫製作 - J.C.STAFF
- 製作 - 闇之末裔製作委員會（白泉社、Movic、國王唱片）

### 主題曲
片頭曲「EDEN」
作詞・作曲 - Dai / 編曲・歌 - TO DESTINATION
片尾曲「LOVE ME」
作詞・作曲 - JOE ALCOHOL / 編曲・歌 - THE HONG KONG KNIFE

### 各話列表
| 話數 | 日文標題 | 腳本     | 分鏡              | 演出     | 作畫監督        | 播放日期       |
| ---- | -------- | -------- | ----------------- | -------- | --------------- | -------------- |
| 1    |          | 網谷正治 | 時田廣子          | 岡本英樹 | 中山由美 和田崇 | 2000年 10月2日 |
| 2    |          | 網谷正治 | 日色雪菜          | 日色雪菜 | 坂井久太        | 10月9日        |
| 3    |          | 網谷正治 | 福田道生          | 岡本英樹 | 大木良一        | 10月16日       |
| 4    |          | 堀井明子 | 山崎和男          | 新田義方 | 山沢実          | 10月23日       |
| 5    |          | 堀井明子 | 小滝礼            | 杉谷光一 | 丸山隆          | 10月30日       |
| 6    |          | 堀井明子 | 山崎和男          | 鈴木行   | 相澤昌弘        | 11月6日        |
| 7    |          | 堀井明子 | 日色雪菜          | 日色雪菜 | 安田好孝        | 11月13日       |
| 8    |          | 堀井明子 | 山崎和男          | 岡本英樹 | 大木良一        | 11月20日       |
| 9    |          | 堀井明子 | 小滝礼            | 新田義方 | 山沢実          | 11月27日       |
| 10   |          | 網谷正治 | 福田道生          | 石堂宏之 | 杉本功          | 12月4日        |
| 11   |          | 網谷正治 | 山崎和男          | 鈴木行   | 相澤昌弘        | 12月11日       |
| 12   |          | 網谷正治 | 日色雪菜          | 日色雪菜 | 安田好孝        | 12月18日       |
| 13   |          | 網谷正治 | 日色雪菜 岡本英樹 | 岡本英樹 | 中山由美        | 12月18日       |

### 播放電視台
| 播放地區 | 播放電視台   | 播放日期                 | 播放時間                        | 播放系列  |
| -------- | ------------ | ------------------------ | ------------------------------- | --------- |
| 日本全域 | WOWOW        | 2000年10月2日 - 12月18日 | 星期一 18：30 - 19：00          | BS放送    |
| 千葉縣   | 千葉電視台   | 2001年4月1日 - 6月25日   | 星期日 23：30 - 24：00          | 獨立UHF局 |
| 埼玉縣   | 埼玉電視台   | 2001年4月1日 - 6月25日   | 星期日 24：20 - 24：50          | 獨立UHF局 |
| 熊本縣   | 熊本朝日放送 | 2001年4月1日 - 6月25日   | 星期日 25：00 - 25：30          | ANN系列   |
| 神奈川縣 | 神奈川電視台 | 2001年4月2日 - 6月26日   | 星期一 25：30 - 26：00          | 獨立UHF局 |
| 三重縣   | 三重電視台   | 2001年4月4日 - 6月28日   | 星期二 24：30 - 25：00          | 獨立UHF局 |
| 兵庫縣   | SUN電視台    | 2001年4月12日 - 7月6日   | 星期四 24：40 - 25：10          | 獨立UHF局 |
| 日本全域 | Kids Station | 2001年4月16日 - 7月10日  | 星期一 20：30 - 21：00 （重播） | CS放送    |